# Kai Owen
Pour les articles homonymes, voir Owen.
Kai Owen est un acteur gallois, né le 4 septembre 1975 à Llanrwst (Conwy) dans le nord du pays de Galles.

## Biographie
Son père Mark est un représentant du syndicat GMB et sa mère Yvonne est une nettoyeuse au Club de Légion britannique. Il a été instruit à l'École primaire Watling Street (Watling Street Primary School), Llanrwst and Ysgol Dyffryn Conwy. Il a suivi des cours au Mountview Theatre School, Londres pendant 3 ans, où il obtient son diplôme en 1998.
En France, Kai Owen est connu pour son rôle de Rhys Williams, le mari de Gwen Cooper, dans la série Torchwood.
Kai Owen vit avec sa fiancée, l'actrice Sarah Wilson à East Finchley, Londres. Du haut de son 1,80 m, il a couru le Marathon de Londres en 2009 pour l'œuvre de bienfaisance du cancer des enfants CLIC Sargent.

## Filmographie

### Séries télévisées
- 2001 : Fun at the Funeral Parlour (saison 1, épisode 2) : P. C. Hertz
- 2003 : Casualty (saison 17, épisode 32) : Danny
- 2005 : Rocket Man (en) : David « Shiner » Owen
- 2006-2011 : Torchwood (saisons 1, 2, 3 et 4) : Rhys Williams
- 2011 : Being Human (saison 3, épisode 1) : Bob